# Grindu (Tulcea)
Grindu es una comuna ubicada en el distrito de Tulcea, Rumania.

## Superficie
Posee una superficie de 126,1 kilómetros cuadrados.

## Demografía
Hasta 2021 la población era de 1271 habitantes, con una densidad de población de 10,08 habitantes por kilómetro cuadrado.